# Barbara Meyer (Staatssekretärin)

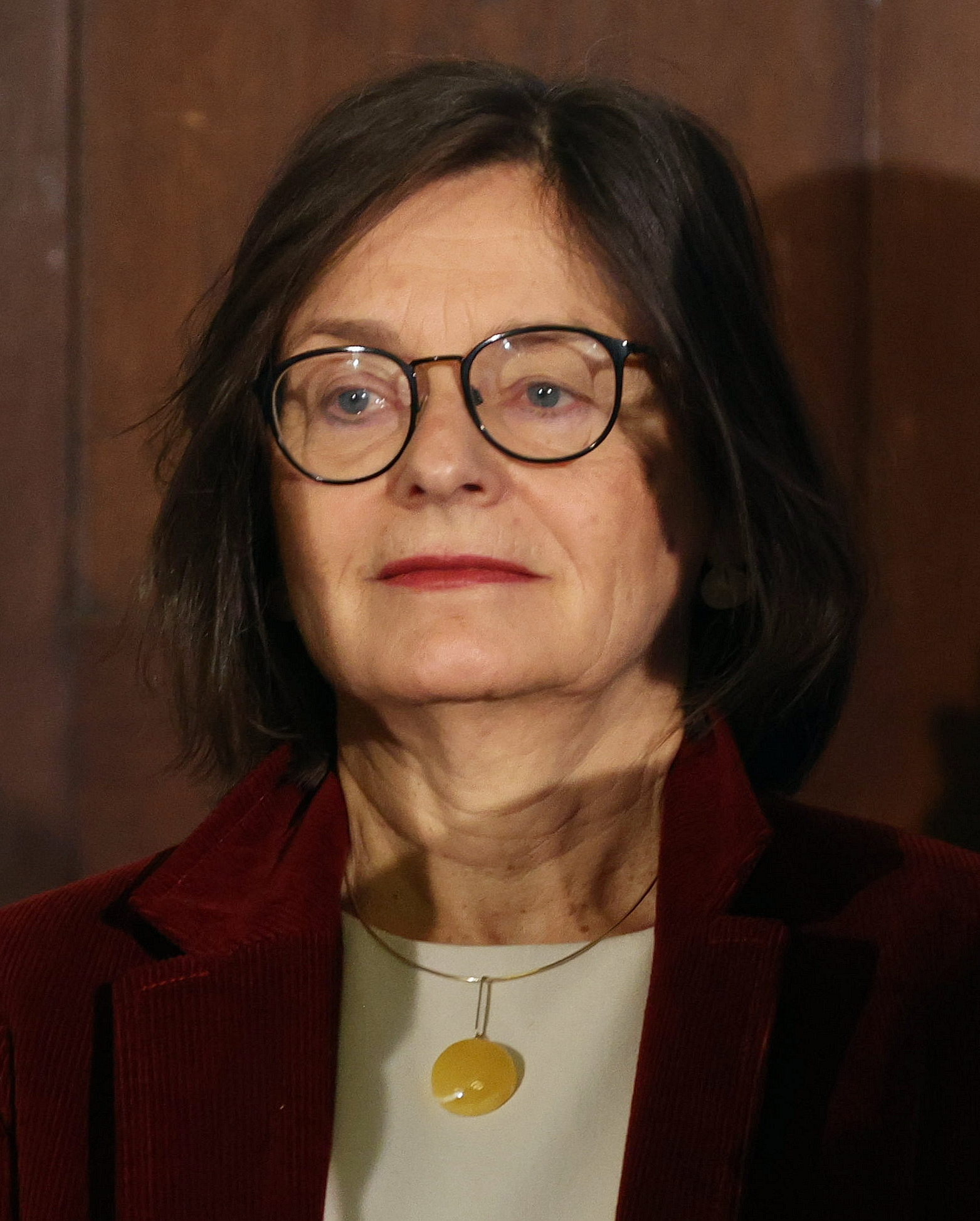
Barbara Meyer (2024)

Barbara Meyer (* 3. März 1962 in Bonn) ist eine deutsche Verwaltungsjuristin und politische Beamtin. Seit dem 1. Juli 2022 ist sie Staatssekretärin im Sächsischen Staatsministerium für Regionalentwicklung bzw. Landesplanung.

## Leben
Meyer studierte Rechtswissenschaften. Das Zweite juristische Staatsexamen legte sie im Juni 1990 ab, danach war sie in Düsseldorf für KPMG in der Steuerberatung tätig. Zu 1992 trat sie in den Staatsdienst in Sachsen ein. Bis 2003 war sie im Sächsischen Staatsministerium für Kultus tätig, ab 1998 als Abteilungsleiterin im Rang einer Ministerialdirigentin, zunächst für die Abteilung Grundsatzfragen des Bildungswesens und später für die Abteilung Allgemeinbildendes Schulwesen. 2003 wechselte sie in das Sächsische Staatsministerium für Wirtschaft, Arbeit und Verkehr, wo sie Leiterin der Zentralabteilung und der Abteilung Mittelstand war, bis sie im Oktober 2006 die Leitung der Abteilung Wirtschaft, Innovation und Mittelstand übernahm. Zum 1. Juli 2022 wurde Barbara Meyer als Nachfolgerin von Frank Pfeil zur Staatssekretärin im Sächsischen Staatsministerium für Regionalentwicklung berufen. Meyer verblieb auch als Staatssekretärin im Ministerium, als dieses im Dezember 2024 in Staatsministerium für Infrastruktur und Landesentwicklung umbenannt wurde.
Meyer ist verheiratet.